# 勒蒂西梅
勒蒂西梅（法語：Le Thuit-Simer，法語發音：[lə tɥi sime]）是法国厄尔省的一个旧市镇，属于贝尔奈区。2016年，勒蒂西梅与临近的2个市镇合并为新市镇勒蒂德卢瓦松（Le Thuit de l'Oison）。

## 地理
勒蒂西梅（49°16'8"N, 0°54'29"E）面积2.74 平方千米，位于法国诺曼底大区厄尔省，该省份为法国北部内陆省份，北起滨海塞纳省，西接奧恩省和卡爾瓦多斯省，南至厄尔-卢瓦省，东临瓦兹省、瓦兹河谷省和伊夫林省。
勒蒂西梅的时区为UTC+01:00、UTC+02:00（夏令时）。

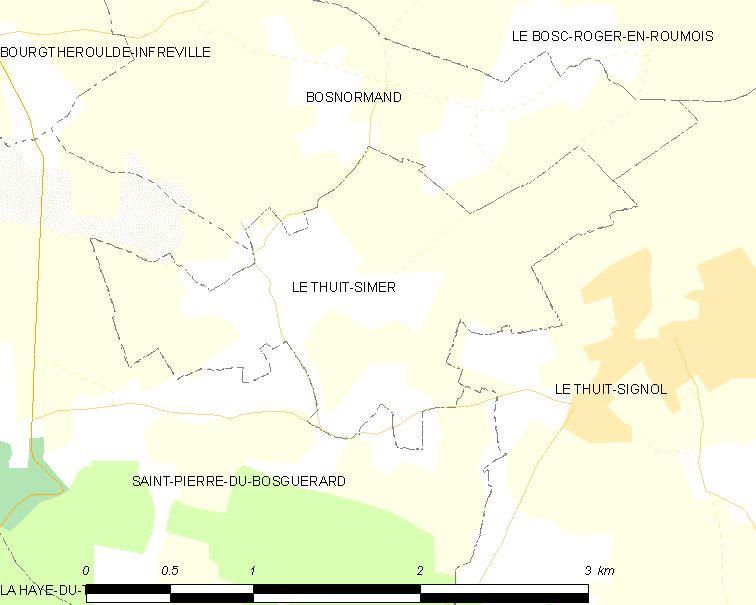
勒蒂西梅的OSM定位图

## 行政
勒蒂西梅的邮政编码为27370，INSEE市镇编码为27639。

## 政治
勒蒂西梅所属的省级选区为大布特鲁尔德县。

## 人口

1962-2008年间勒蒂西梅人口变化图示

勒蒂西梅于2018年1月1日时的人口数量为486人。